# Асен Йорданов
Вижте пояснителната страница за други личности с името Асен Йорданов.
Асен Христов Йорданов (1896 – 1967) е български изобретател, инженер и авиатор. Йорданов е смятан за основател на авиоинженерството в България и има принос в развитието на американската авиация. „Йорданов залив“ на Земя Греъм в Антарктида е кръстен на негово име.

## Биография
Асен Йорданов е роден в София на 2 септември 1896 г., син на Христо Йорданов, инженер и химик. От малък любимото му занимание е да прави хвърчила. През лятото на 1912 г., придружен от баща си, посещава технически изложби и музеи в Италия, Швейцария и Франция. После баща му го изпраща да учи в Гренобъл, но той постъпва в училището за пилоти на известния френски летец-конструктор Луи Блерио в парижкото предградие „Етан“.

### Балканската война
По време на Балканската война, едва 16-годишен, Асен заминава за фронта доброволец и постъпва като механик в аеропланното отделение край Свиленград. Там той продължава да работи върху конструирането на първия български самолет „Експрес“ („Йорданов-1“), който завършва през лятото на 1915 г.
След неговото изпитание специална комисия от Министерството на войната заключава:
| „ | Апаратът е сигурен. Няма допуснати грешки. Признава се за изобретение, а Асен Йорданов – за изобретател. Датата 10 август 1915 г. да се счита за начало на българското самолетостроене. | “ |

В ежедневния вестник „София“ от 21 август 1915 г. четем:
| „ | От няколко дни в манежа на цар Фердинанд е изложен за гледане от публиката в естествената му величина, готов за летене, един аероплан, комбиниран и изобретен от седмокласния гимназист Йорданов, син на Христо Йорданов, бивш управител на Централната земеделска банка. Този български аероплан е една сполучлива комбинация от съществуващите видове аероплани от типа „биплан“. Непълнолетният българин, който в гимназията е отличен математик, внесъл едно ново и важно подобрение, което липсваше при съществуващите аероплани, а именно устройство, предпазващо апарата от падане... В самолетостроенето е внесено едно изобретение от българин – нещо, което не може да не погъделичка националното ни чувство и народна гордост. | “ |

### Първата световна война
През Първата световна война Асен завършва гимназиалното си образование във II мъжка гимназия и е приет в Школата за запасни офицери. Три месеца по-късно постъпва в Авиационното училище в Божурище, което завършва в кратък срок и с чин поручик заминава на фронта.
Във въздушното отделение в с. Удово му се поверява боен самолет, с който взема участие във въздушни боеве. За проявена изключителна храброст е награден с орден за храброст.
След войната Ньойският договор забранява България да има авиация, самолетите ѝ са унищожени, личният състав е уволнен. Това е силно обезкуражаващо за летеца и конструктора Асен Йорданов.

### В Америка
През 1921 г. Американският аероклуб обявява конкурс за обиколка на Земята със самолет. За победителите е обявена награда от един милион долара.
Кандидати са и българските летци Асен Йорданов и Гаврил Стоянов. С парична помощ от българското правителство двамата българи пристигат в САЩ, но конкурсът не се провежда, защото от други страни не се престрашават да участват.
С разрешение на правителството Асен Йорданов остава в САЩ.
Първоначално върши каквато и да е работа и старателно изучава английски.
След време постъпва чертожник в конструкторското бюро на заводите Curtiss, сетне става летец-изпитател. Продължава да учи и завършва аероинженерство, химия, физика и радиоинженерство. Работи за компаниите LWF (Lowe, Willard & Fowler Engineering Co.), Curtiss Aeroplane Company и Curtiss-Wright Corporation
През 1941 г. Асен Йорданов основава дружество „Jordanoff Aviation Company“, преименувано по-късно в „Jordanoff Corporation“, придружено от „Jordanoff Electronics“. Ателиетата му заемат четирите етажа на сградата на „Медисън авеню“ в Ню Йорк. Дейността им е в тясна връзка с военната отбрана на САЩ и се намира в строга секретност.
Неговата популярност нараства, когато открива авиационно училище.

### Научни трудове
Асен Йорданов е автор на многобройни трудове с практическа стойност, посветени на пилотирането и теоретичната подготовка на пилотите, включително за дневно и нощно пилотиране, наземна поддръжка, радиоекипировка, метеорологични станции, които стават настолни книги за летците и хората от самолетната промишленост.
В САЩ са продадени 750 000 екземпляра от книгите му. Те са преведени в много страни, включително и СССР. Текстът в тях е сбит, точен и е придружен от илюстрации. Това може да се определи като визуално преподаване. Йорданов използва обикновено разговорен стил, сякаш се обръща към читателите като към свои ученици и приятели. Той често добавя към своите технически илюстрации някои комикси, които превръщат сухата материя в приятна и лека за четене.
След войната започва упадък в кариерата на Йорданов. Той престава да работи в сферата на авиацията и се насочва към нови области.
През 1950-те години Йорданов работи върху сигурността при автомобилите и е един от създателите на въздушната възглавница, а също и върху апарата Джордафон – предтеча на днешния телефонен секретар, който освен това дава и възможност няколко души едновременно да разговарят помежду си.
Умира на 19 октомври 1967 г. на 71-годишна възраст. Прахът от урната е разпръснат със самолет в небето над Америка.
Още приживе неговите заслуги са признати. Името му е вписано в „Книгата за почетни граждани на Ню Йорк“, портретът му е изложен в „Залата на славните“ в нюйоркското летище „Ла Гуардия“.
В „National Air and Space Museum“ към Смитсоновия институт са изложени негови вещи и лични архиви.

## Памет
На Асен Йорданов е наречена улица в квартал „Кръстова вада“ (Карта) в София и булевард в югоизточната част на града (Карта).
На Асен Йорданов е наречена и улица в квартал "Жилища" в град Божурище. 

## Книги от Асен Йорданов
- Flying and How to Do It („Летенето и как то се прави“) е публикувана през 1932 г. и преиздадена през 1940 г. Тя запознава кандидат-летеца с основните понятия за летенето. Изяснени са техническите възможности на самолета във въздуха, най-важните правила за управление, приборите на таблото, проблемите при излитане, кацане и завиване и много други.
- Your Wings („Вашите криле“), която е едно комплексно помагало за подготовката на пилоти, е може би най-прочутата книга на Йорданов. Издадена е през 1936 г. и е преиздадена през 1939 и 1942 г. Отпечатани са повече от 250 000 екземпляра. Преведена е във Франция, Италия, СССР и Полша, но е непозната в България, както за жалост и цялото му творчество.
- Through the Overcast („През облаците“) е публикувана през 1938 г. и е преиздадена през 1939, 1940, 1941 и 1943 г. Преведена е в Япония, СССР, Италия и Уругвай. Това е едно помагало за полети при различни метеорологични условия и по прибори.
- Safety in Flight („Сигурност при летенето“) е публикувана през 1941 г. и е преиздадена през 1943 г. Тя е предназначени за пилоти, които се готвят за професионалисти.
- The Man behind the Flight („Човекът в сянката на самолетите“) е издадена през 1942 г. Тя е предназначена за авиоинженерите и авиотехниците. Съдържа информация за конструкцията, експлоатацията и ремонтите на самолетите.
- Power and Flight („Мощност и полет“), издадена през 1944 г., също е предназначена за авиоинженерите и авиотехниците. В нея се разглеждат двигателите с вътрешно горене, техният контрол и ремонт.
- Dials and Flight („Уредите при полет“) е издадена през 1947 г. Това е едно илюстровано пособие за работата с различните авиационни прибори по време на полет. Описват се тяхното производство, използване, поддържане в изправност и ремонт.
- Men and Wings („Хора и криле“) е една кратка илюстрована история на авиацията, издадена през 1942 г. от фирмата Curtiss-Wright, с която Йорданов е свързан.
- Jordanoff's Illustrated Aviation Dictionary („Илюстрован авиационен речник на Йорданов“) е публикуван през 1942 г. и преиздаден през 1944 г. Речникът съдържа 2057 термина, към всеки от които има обяснителна илюстрация.

## Книги за Асен Йорданов
Милка Маркова (сестра на Асен Йорданов): „Асен Йорданов и авиацията“. Изд-во Societé des Gens de Lettres, Париж, 1995.